# Revue Française d’Allergologie
Revue Française d’Allergologie, abgekürzt Rev. Fr. Allergol., ist eine wissenschaftliche Fachzeitschrift, die vom Elsevier-Verlag im Auftrag der französischen Gesellschaft für Allergie veröffentlicht wird. Die Zeitschrift wurde im Jahr 1961 unter dem Namen Revue Française d’Allergologie et d’Immunologie Clinique gegründet und verkürzte den Namen 2009 auf Revue Française d’Allergologie. Sie erscheint mit acht Ausgaben im Jahr. Es werden Arbeiten veröffentlicht, die sich mit Fragestellungen aus der Allergologie und Immunologie beschäftigen.
Der Impact Factor lag im Jahr 2014 bei 0,245. Nach der Statistik des ISI Web of Knowledge wird das Journal mit diesem Impact Factor in der Kategorie Allergologie an 23. Stelle von 24 Zeitschriften geführt.